# 裏糟屋郡
裏糟屋郡（うらかすやのこおり・うらかすやぐん）は筑前国にかつて存在した郡である。

## 沿革
- 江戸時代 - 黒田氏により伊野香椎の山を境にして誕生。北部を裏糟屋郡と称する。
- 1889年（明治22年）4月1日 - 町村制施行により表糟屋郡と合併して糟屋郡となる（7村）。
  - 香椎村・和白村（現: 福岡市東区）
  - 新宮村・立花村（現: 新宮町）
  - 席内村・青柳村・小野村（現: 古賀市）